# Limonia subaequalis
Limonia subaequalis är en tvåvingeart som beskrevs av Evgenyi Nikolayevich Savchenko 1979. Limonia subaequalis ingår i släktet Limonia och familjen småharkrankar. Inga underarter finns listade i Catalogue of Life.